# 하이난흰배쥐
하이난흰배쥐(Niviventer lotipes)는 쥐과에 속하는 설치류의 일종이다. 중국 하이난섬의 토착종이다. 밤색흰배쥐와 비교하여 몸이 좀더 통통하고, 귀가 크며 등 쪽은 황토색과 검은색을 띠는 반면에 배 쪽은 희다. 이전에는 테나세림흰배쥐의 아종으로 간주했지만 이제는 형태학적 분석에 따라 별도의 종으로 분류한다.